# 山梨県道608号長沢小淵沢線
山梨県道608号長沢小淵沢線（やまなしけんどう608ごう ながさわこぶちさわせん）は、山梨県北杜市高根町長沢から大泉町、長坂町を経て小淵沢町上笹尾まで至る一般県道である。

## 概要
八ヶ岳南麓の等高線に平行して作られており、急激な高低差を有しない路線である。また、旧大泉村におけるメインストリートとしての役割も担っている。もともとは八ヶ岳南麓の開拓道路として造られ、その後県道に昇格した路線である。
車道幅員は広くなく、対向車同士のすれ違いに必要な程度しかない。また、歩道の設置がなされていない場所が多く、歩行者や自転車の通行には危険が伴う場合もある。
なお、現在長坂町大井ヶ森区内において、改良工事を実地中である。

### 路線データ
- 起点：山梨県北杜市高根町長澤（長沢交差点＝国道141号交点）
- 終点：山梨県北杜市小淵沢町上笹尾（上笹尾交差点＝山梨県道17号茅野北杜韮崎線旧道交点）
- 延長：約10km

## 通過する自治体
- 山梨県北杜市

## 交差・接続する道路
- 国道141号（北杜市高根町長澤・長沢交差点）
- 山梨県道28号北杜八ヶ岳公園線（北杜市大泉町・若林交差点）
- 山梨県道609号小荒間長坂停車場線（北杜市長坂町・JA梨北小泉支所前交差点）
- 山梨県道17号茅野北杜韮崎線（北杜市小淵沢町上笹尾・上笹尾交差点）

## 周辺
- 長沢寺
- 北杜市立高根北小学校
- 船形神社
- 北杜市役所 大泉総合支所
- 北杜市立泉小学校
- 大泉郵便局
- 北杜市立泉中学校
- 大滝神社